# Mathilde Imer
Pour les articles homonymes, voir Imer (homonymie).
Mathilde Imer, née le 14 juin 1990 à Paris, est une militante écologiste française. Engagée dans plusieurs associations en faveur du climat et de la démocratie, elle est connue pour être parmi les initiateurs de la Convention citoyenne pour le climat et pour être la cofondatrice et porte-parole de la primaire populaire.

## Biographie

### Jeunesse et études
Mathilde Imer étudie au sein du double cursus alliant l'université de Sorbonne Campus Pierre-et-Marie-Curie et l'Institut d'études politiques de Paris. Elle étudie la biologie au sein de l'université, et les relations internationales au sein de la Grande école. Elle obtient un master en 2014. Dès le début de son cursus universitaire, elle porte beaucoup d'intérêt aux questions environnementales ainsi qu'aux questions sociales. En 2016, elle participe au programme Engage University, qui propose un parcours pour appréhender les transformations sociétales. 

### Engagements

#### COP21
En 2015, lors de la Conférence de Paris de 2015 sur les changements climatiques (COP21), elle rejoint l’équipe de Laurence Tubiana, alors ambassadrice pour les négociations internationales sur le climat, pour travailler sur l'accord de Paris,. Laurence Tubiana estime que Mathilde Imer « incarne le refus du renoncement et la volonté de tenir ensemble 3 exigences : l'écologie, justice sociale, et la revitalisation de la démocratie ».

#### Affaire du siècle
En 2018, Mathilde Imer fait partie des membres actifs de la campagne associative de l'Affaire du siècle, dont la pétition recueille plus de 2 millions de signatures en faveur d'une action en justice contre l'État pour « inaction climatique ».

#### Convention Citoyenne
De 2018 à 2021, elle occupe le poste de coprésidente de l'ONG Démocratie ouverte, un collectif qui promeut l'innovation en matière de démocratie et regroupe plusieurs centaines d'associations, entreprises, collectivités locales, chercheurs et citoyens engagés pour démocratiser les institutions et la société française. Au sein de l'association, elle est très active sur les sujets d'assemblées citoyennes et en particulier sur la Convention citoyenne pour le climat,,. Elle quitte son mandat de coprésidente en 2021 tout en restant membre active de Démocratie ouverte.
En 2018, dans le contexte du mouvement social des Gilets jaunes, du Grand débat national et des marches pour le climat, avec Démocratie ouverte, Mathilde Imer cofonde le collectif des « Gilets citoyens »,, rassemblant des gilets jaunes, des militants écologistes et des acteurs de l'innovation démocratique, pour proposer l'organisation d'une assemblée citoyenne afin de concilier enjeux environnementaux et justice sociale,. Cette proposition donnera naissance à la Convention citoyenne pour le climat (CCC).
En 2020, à la suite de la décision d'Emmanuel Macron de mettre en œuvre ce projet, Mathilde Imer est nommée membre du comité de gouvernance de la CCC en tant qu'experte en démocratie participative. Elle participe ainsi activement à la conception et à la coordination de la convention,, étant même parfois qualifiée de « cheville ouvrière »ou encore d'« architecte en chef » du projet, dont elle négocie avec le palais de l'Élysée les modalités et les garanties. À la fin du processus, elle décrira que la CCC a été à la fois une réussite et un échec. Une réussite, car la CCC a fait la démonstration que le tirage au sort fonctionne en France et que des citoyens tirés au sort sont en capacité d'écrire la loi dans un cadre correctement pensé. Un échec du fait de la trahison de la promesse du président de la république qui s'était engagé à passer sans filtre leurs propositions à l'Assemblée nationale ou au référendum. Mathilde Imer continuera ainsi à critiquer vigoureusement la politique climatique d'Emmanuel Macron tout en saluant le travail des 150 citoyens, devenu depuis un objet politique.

#### Rencontre des Justices
En 2021, Mathilde Imer est engagée dans la Rencontre des justices, « un mouvement de réflexion, de solutions et de pression, issu de la société civile et visant à réconcilier à la fois l’urgence environnementale avec les urgences sociales, mais aussi les modes d’actions de l’Économie sociale et solidaire avec ceux des activistes ».

#### Primaire populaire
Mathilde Imer est par ailleurs l'une des cofondatrices et des deux porte-paroles, avec l'entrepreneur Samuel Grzybowski, de la Primaire populaire, une initiative se déclarant indépendante des partis politiques, visant à désigner un candidat rassemblant la gauche et les écologistes à l'élection présidentielle de 2022.
Un socle commun programmatique inspiré des revendications de mouvements sociaux est coconstruit avec des partis tels que Europe Écologie-les Verts, le Parti socialiste et la France insoumise. Dans une déclaration de Mathilde Imer reprise par le quotidien Le Parisien du 9 juillet, il y aurait parmi les sujets qui fâchent, absents des dix propositions de ce socle, « l’Europe ou la laïcité ». Mathilde Imer précise sur les sujets qui ne sont pas traités dans le socle commun que « c’est le vote final de la primaire qui les départagera ».
Les candidats des principaux partis de gauche et de l'écologie refusent de participer au processus sous prétexte que l'union de la gauche serait impossible,.
Le processus aboutit en 2022 au choix de Christiane Taubira mais elle doit interrompre sa campagne en mars faute d'avoir pu réunir les signatures nécessaires à l'officialisation de sa candidature. Mathilde Imer quitte l'association le 7 mars 2022 en opposition au processus de décision ayant mené à soutenir ensuite Jean-Luc Mélenchon, processus voté par 30 personnes sans procéder à une nouvelle consultation des près de 400 000 citoyens ayant voté quelques semaines plus tôt. Elle déclare cependant dans un thread sur le réseau social Twitter daté du 7 mars 2022 : « À titre personnel [...] je voterai à priori pour le candidat le mieux placé, afin de faire gagner l’écologie & la justice sociale en 2022 » c'est-à-dire Jean-Luc Mélenchon d'après les sondages.
Deux mois plus tard, La France insoumise, Europe Écologie Les Verts, le Parti communiste français et le Parti socialiste signent un accord programmatique et politique : La Nouvelle Union populaire écologique et sociale, scellant l'union des gauches Française pour les législatives 2022. Mathilde Imer salue cette union sur Twitter.

#### Engagement local
En 2025, Mathilde Imer s’engage au sein du collectif AVEC (Agir et Vivre Ensemble à Crest), en vue de la constitution d’une liste unique de gauche et citoyenne aux municipales de 2026 à Crest. Elle est désignée porte-parole du collectif aux côtés d'Alain Bâtie, instituteur et directeur d’école à Crest,.

## Publications
- Écologie, mieux comprendre pour tout changer !, d'Aurore Bimont et Juliette Decq, préface de Mathilde Imer et Cyril Dion.
- Les armes pour la transition, l'intelligence collective au service de l'écologie, Dominique Bourg, Jean Jouzel, Stéphane La Branche, Philippe Descola, Yves Marignac, Valérie Cabanes, Thibaud Griessinger, Marc Dufumier, Alain Grandjean, Hervé Kempf, Vincent Verzat, Jean-Marc Ligny, Bastien Alex, Emmanuel de Romémont. Préface de Mathilde Imer et Camille Étienne.
- Apporter demain, la France de la convention citoyenne pour le climat", Téo Saal, Lucas Zufic, Jonas Teboul, préface de Mathilde Imer.